# Franska bukten

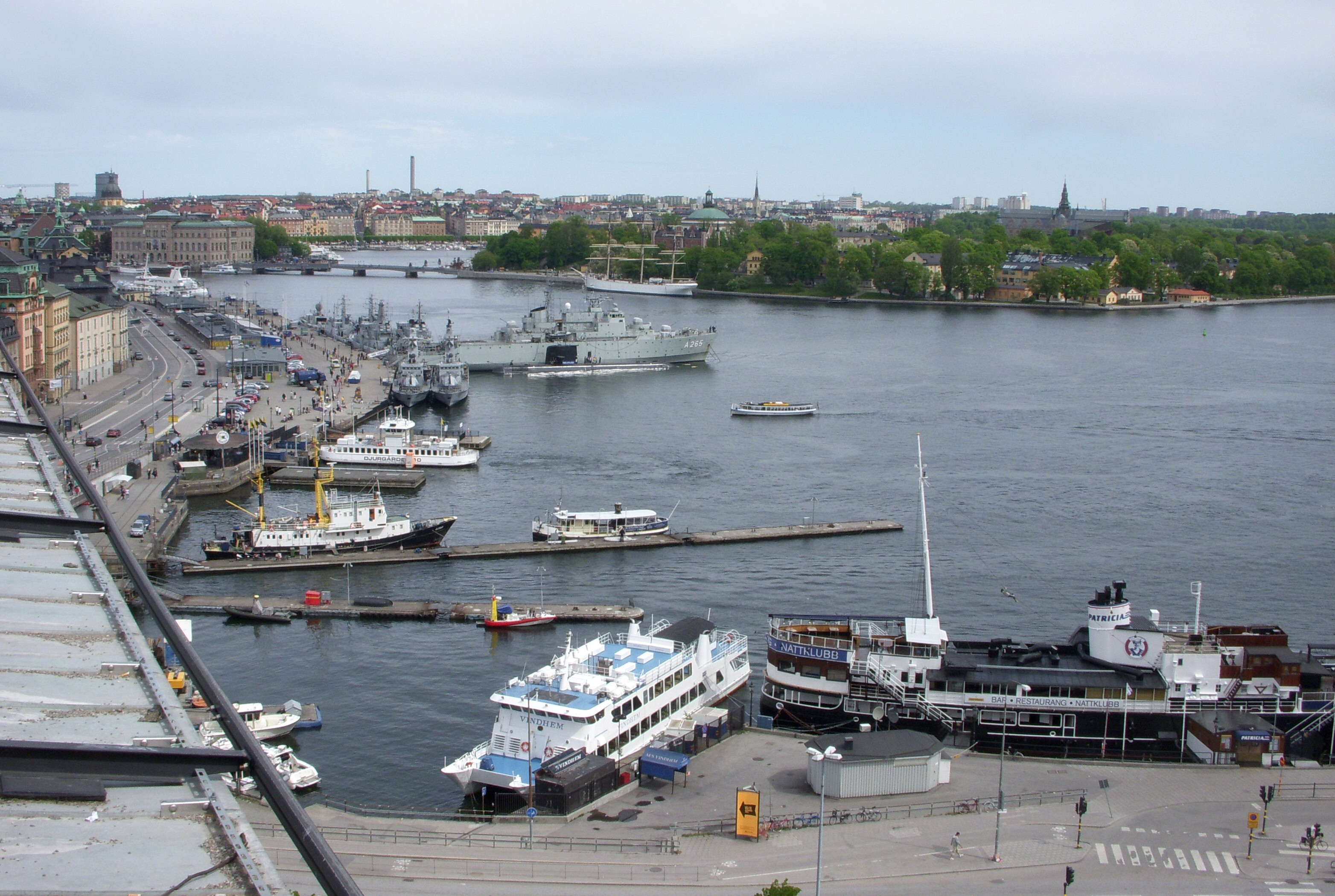
Franska bukten med M/S Vindhem och M/S Patricia sedd från Katarinahissen, 2009

Franska bukten var ett kajområde mellan Skeppsbrokajen och Stadsgårdskajen vid Saltsjön nedanför Slussen och Söderström i Stockholm. Kajområdet försvann i och med omgörningen av Slussen 2022
Området namngavs av Stadsbyggnadsnämndens namnberedning 1935 och angavs i motiveringen som ett återupptaget äldre namn, men dess bakgrund är idag oklar. En teori gör gällande att det baseras på de franska lastbåtar som lade till vid Nedre Jernwågen och lastade stångjärn, men något belägg finns inte i äldre källor. Eventuellt är namnet en pendang till Londonviadukten vid den andra änden av Stadsgården.
Restaurang- och nattklubbsfartyget M/S Patricia samt musikbåten M/S Vindhem hade under stora delar av 1990-talet och 2000-talet sina kajplatser i bukten.